# Rajon Nadwirna
Der Rajon Nadwirna (ukrainisch Надвірнянський район/Nadwirnjanskyj rajon; russisch Надворнянский район/Nadwornjanski rajon) ist ein Rajon in der Oblast Iwano-Frankiwsk in der West-Ukraine. Zentrum des Rajons ist die Stadt Nadwirna.

## Geographie
Der Rajon grenzt im Norden an den Rajon Iwano-Frankiwsk, im Nordosten an den Rajon Kolomyja, im Osten an den Rajon Kossiw, im Südosten an den Rajon Werchowyna, im Südwesten an den Rajon Rachiw (in der Oblast Transkarpatien) und im Westen an den Rajon Tjatschiw (Oblast Transkarpatien).
Er erstreckt sich vom Fuße der Waldkarpaten bis zu dessen Gebirgszügen Tschornohora und Gorgany, wird vom Pruth und der Bystryzja Nadwirnjanska (Бистриця Надвірнянська) sowie deren Zuflüssen durchflossen, dabei ergeben sich Höhenlagen zwischen 300 und 2000 Höhenmetern.

## Geschichte
Der Rajon wurde am 17. Januar 1940 nach der Annexion Ostpolens durch die Sowjetunion gegründet, kam dann nach dem Beginn des Deutsch-Sowjetischen Krieges im Juni 1941 ins Generalgouvernement in den Distrikt Galizien und nach der Rückeroberung durch die Rote Armee 1944 wieder zur Sowjetunion in die Ukrainische SSR. Am 30. Dezember 1962 wurde der Rajon schließlich selbst aufgelöst und dem Rajon Bohorodtschany angeschlossen. Am 4. Januar 1965 wurde der Rajon dann wieder errichtet und besteht seither in den heutigen Dimensionen, seit 1991 ist er Teil der heutigen Ukraine.
Am 17. Juli 2020 kam es im Zuge einer großen Rajonsreform zur Auflösung des alten Rajons und einer Neugründung unter Vergrößerung des Rajonsgebietes um das Stadtgebiet von Jaremtsche aber auch der Abtretung der Landgemeinde Sadschawka an den Rajon Kolomyja.

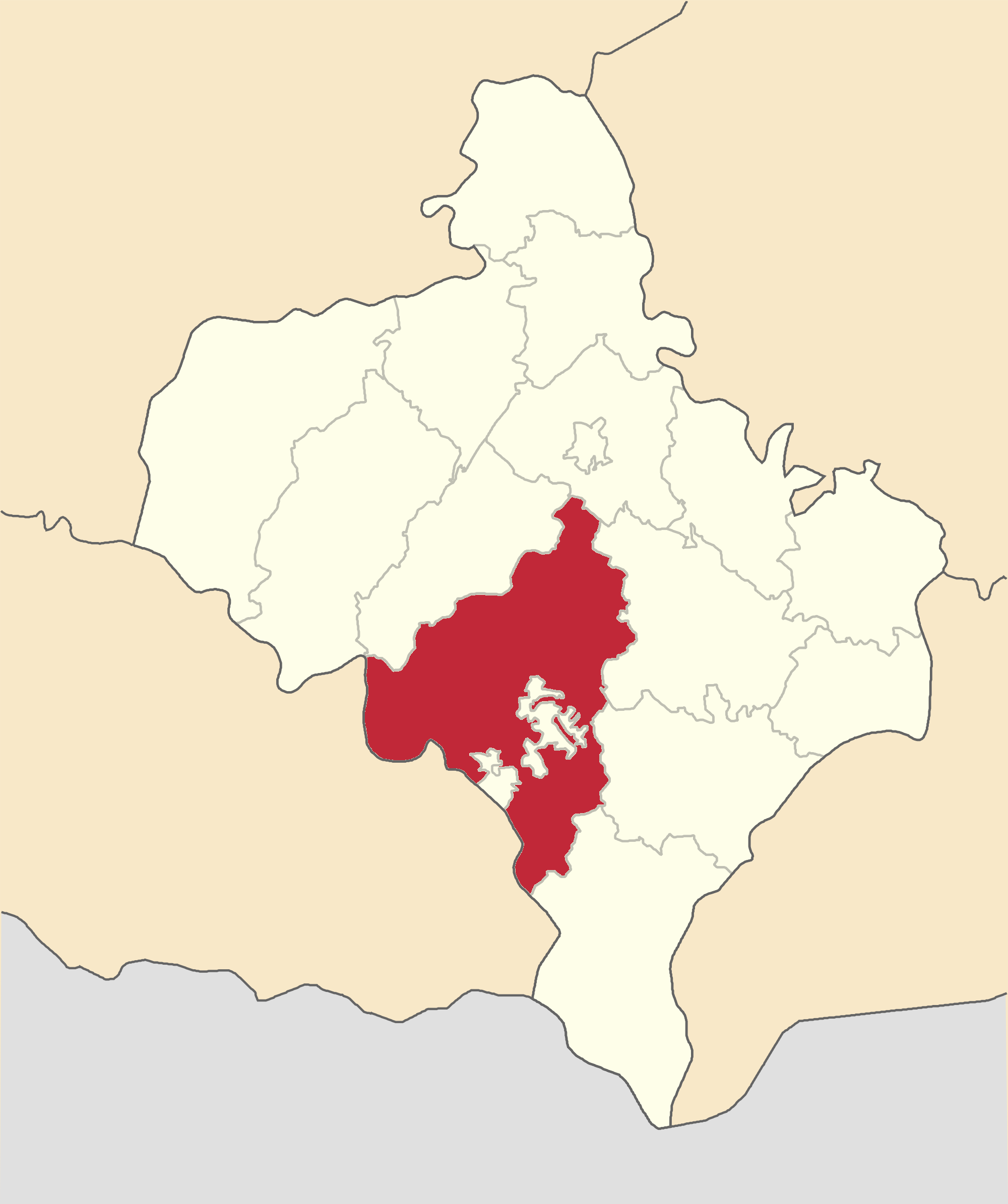
Rajonsgebiet bis Juli 2020
Rajonsgebiet ab Juli 2020

## Administrative Gliederung
Auf kommunaler Ebene ist der Rajon in 8 Hromadas (2 Stadtgemeinden, 3 Siedlungsgemeinden und 3 Landgemeinden) unterteilt, denen jeweils einzelne Ortschaften untergeordnet sind.
Zum Verwaltungsgebiet gehören:
- 2 Städte
- 4 Siedlungen städtischen Typs
- 42 Dörfer
- 2 Ansiedlungen

Die Hromadas sind im Einzelnen:
- Stadtgemeinde Jaremtsche
- Stadtgemeinde Nadwirna
- Siedlungsgemeinde Deljatyn
- Siedlungsgemeinde Lantschyn
- Siedlungsgemeinde Worochta
- Landgemeinde Passitschna
- Landgemeinde Pererisl
- Landgemeinde Poljanyzja

Zuvor waren es 1 Stadtgemeinde, 1 Siedlungsratsgemeinde, 2 Siedlungsgemeinde, 17 Landratsgemeinden und 1 Landgemeinde, denen jeweils einzelne Ortschaften untergeordnet waren.
Zum Verwaltungsgebiet gehörten:
- 1 Stadt
- 3 Siedlungen städtischen Typs
- 41 Dörfer
- 2 Siedlungen

### Stadt
| Städte                   | Städte     | Städte                 | Städte   |
| Name                     | Name       | Name                   | Name     |
| ukrainisch transkribiert | ukrainisch | russisch               | polnisch |
| ------------------------ | ---------- | ---------------------- | -------- |
| Nadwirna                 | Надвірна   | Надворная (Nadwornaja) | Nadwórna |

### Siedlungen städtischen Typs
| Siedlungen städtischen Typs | Siedlungen städtischen Typs | Siedlungen städtischen Typs | Siedlungen städtischen Typs |
| Name                        | Name                        | Name                        | Name                        |
| ukrainisch transkribiert    | ukrainisch                  | russisch                    | polnisch                    |
| --------------------------- | --------------------------- | --------------------------- | --------------------------- |
| Bytkiw                      | Битків                      | Бытков (Bytkow)             | Bitków                      |
| Deljatyn                    | Делятин                     | Делятин (Deljatin)          | Delatyn                     |
| Lantschyn                   | Ланчин                      | Ланчин (Lantschin)          | Łanczyn                     |

### Dörfer und Siedlungen
| Dörfer                   | Dörfer          | Dörfer                               | Dörfer          | Dörfer            |
| Name                     | Name            | Name                                 | Name            | Gemeindezuordnung |
| ukrainisch transkribiert | ukrainisch      | russisch                             | polnisch        | Gemeindezuordnung |
| ------------------------ | --------------- | ------------------------------------ | --------------- | ----------------- |
| Bili Oslawy              | Білі Ослави     | Белые Ославы (Belyje Oslawy)         | Osławy Białe    | Bili Oslawy       |
| Bilosoryna               | Білозорина      | Белозорина (Belosorina)              | Biłozoryny      | Pniw              |
| Bukowe                   | Букове          | Буковое (Bukowoje)                   | Buchtowiec      | Passitschna       |
| Bystryzja                | Бистриця        | Быстрица (Bystriza)                  | Rafajłowa       | Bystryzja         |
| Chornyi Potik            |                 |                                      |                 |                   |
| Dobrotiw                 | Добротів        | Добротов (Dobrotow)                  | Dobrotów        | Lantschyn         |
| Fytkiw                   | Фитьків         | Фитьков (Fitkow)                     | Fitków          | Pererisl          |
| Hawryliwka               | Гаврилівка      | Гавриловка (Gawrilowka)              | Hawryłówka      | Pererisl          |
| Hlynky                   | Глинки          | Глинки (Glinki)                      | Glinki          | Lantschyn         |
| Hwisd                    | Гвізд           | Гвозд (Gwosd)                        | Hwozd           | Hwisd             |
| Kaminne                  | Камінне         | Каменное (Kamennoje)                 | Kamienna        | Kaminne           |
| Klympuschi               | Климпуші        | Клымпуши                             | Kłempusze       | Bystryzja         |
| Krasna                   | Красна          | Красная (Krasnaja)                   | Krasna          | Krasna            |
| Kubajiwka                | Кубаївка        | Кубаевка (Kubajewka)                 | Kubajówka       | Kolomyja          |
| Lisna Tarnowyzja         | Лісна Тарновиця | Лесная Тарновица (Lesnaja Tarnowiza) | Tarnowica Leśna | Lisna Tarnowyzja  |
| Lisna Welesnyzja         | Лісна Велесниця | Лесная Велесница (Lesnaja Welesniza) | Weleśnica Leśna | Paryschtsche      |
| Lojewa                   | Лоєва           | Лоевая (Lojewaja)                    | Łojowa          | Lojewa            |
| Maksymez                 | Максимець       | Максимец (Maksimez)                  | Maksymiec       | Selena            |
| Mlyny                    | Млини           | Млыны                                | Mielniki        | Hwisd             |
| Molodkiw                 | Молодків        | Молодков (Molodkow)                  | Mołotków        | Molodkiw          |
| Mosoliwka                | Мозолівка       | Мозолевка (Mosolewka)                | Mozolówka       | Pniw              |
| Myrne                    | Мирне           | Мирное (Mirnoje)                     | -               | Nasawysiw         |
| Nasawysiw                | Назавизів       | Назавизов (Nasawisow)                | Nazawizów       | Nasawysiw         |
| Passitschna              | Пасічна         | Пасечная (Passetschnaja)             | Pasieczna       | Passitschna       |
| Paryschtsche             | Парище          | Парище (Parischtsche)                | Paryszcze       | Paryschtsche      |
| Pererisl                 | Перерісль       | Переросль (Pererosl)                 | Przerośl        | Pererisl          |
| Pniw                     | Пнів            | Пнев (Pnew)                          | Pniów           | Pniw              |
| Postojata                | Постоята        | Постоята                             | Postajatka      | Passitschna       |
| Saritschtschja           | Заріччя         | Заречье (Saretschje)                 | Zarzecze        | Deljatyn          |
| Sadschawka               | Саджавка        | Саджавка                             | Sadzawka        | Kolomyja          |
| Selena                   | Зелена          | Зелёная (Seljonaja)                  | Zielona         | Selena            |
| Serednij Majdan          | Середній Майдан | Средний Майдан (Sredni Maidan)       | Majdan Średni   | Lantschyn         |
| Sokolowyzja              | Соколовиця      | Соколовица (Sokolowiza)              | Sokołowica      | Passitschna       |
| Strymba                  | Стримба         | Стримба (Strimba)                    | Strymba         | Strymba           |
| Tschernyk                | Черник          | Черник (Tschernik)                   | Czernik         | Selena            |
| Tschorni Oslawy          | Чорні Ослави    | Чёрные Ославы (Tschornyje Oslawy)    | Osławy Czarne   | Deljatyn          |
| Tschornyj Potik          | Чорний Потік    | Чёрный Поток (Tschornyj Potok)       | Czarny Potok    | Deljatyn          |
| Tysmenytschany           | Тисменичани     | Тысменичаны (Tysmenitschany)         | Tyśmieniczany   | Tysmenytschany    |
| Werchnij Majdan          | Верхній Майдан  | Верхний Майдан (Werchni Maidan)      | Majdan Górny    | Werchnij Majdan   |
| Wolossiw                 | Волосів         | Волосов (Wolossow)                   | Wołosów         | Pererisl          |
| Wyschniwzi               | Вишнівці        | Вишневцы (Wischnewzy)                | Wiśniowce       | Lantschyn         |
| Zuzyliw                  | Цуцилів         | Цуцилов (Zuzilow)                    | Cucyłów         | Zuzyliw           |
| Siedlungen               |                 |                                      |                 |                   |
| Shary                    | Згари           | Згары (Sgary)                        | Zhary           | Bystryzja         |
| Prytschil                | Причіл          | Причил (Pritschil)                   | Pryczoł         | Bystryzja         |